# Pterolophia gregalis
Pterolophia gregalis là một loài bọ cánh cứng trong họ Cerambycidae.